# إد براون
إد براون (بالإنجليزية: Ed Brown) (و. 1928 – 2007 م) هو لاعب كرة قدم أمريكية، من الولايات المتحدة، ولد في شارلوت، كارولاينا الشمالية، يلعب كظهير ربعي، توفي في كينويك، واشنطن، عن عمر يناهز 79 عاماً، بسبب سرطان البروستاتا.

## التعليم
تعلم في جامعة سان فرانسيسكو.

## روابط خارجية
- إد براون على موقع مرجع كرة القدم المحترفة.كوم (الإنجليزية)